# Церковный устав Ростислава
Церковный устав Ростислава — церковный нормативно-правовой акт государственного происхождения, регулировавший общественные отношения, отнесенные к церковной юрисдикции, источник церковного права, составленный в середине XII века.
Уставная грамота смоленского князя Ростислава Мстиславича, данная в 1150 году новоучрежденной в Смоленске епископии, определяла, главным образом, средства содержания епископии, частью прежние — десятина от даней княжих (но не от вир и продаж) и пошлины с судов церковных, частью новые — земли населенные и ненаселенные. В единственном дошедшем до нас позднем списке этой грамоты текст крайне испорчен, и притом в самой важной части — там, где исчисляются предметы епископского суда. Видно, однако, что здесь смоленская грамота имеет много общего с постановлениями Устава св. Владимира о церковных судах.